# St.-Stephani-und-Bartholomäi-Kirche (Detern)

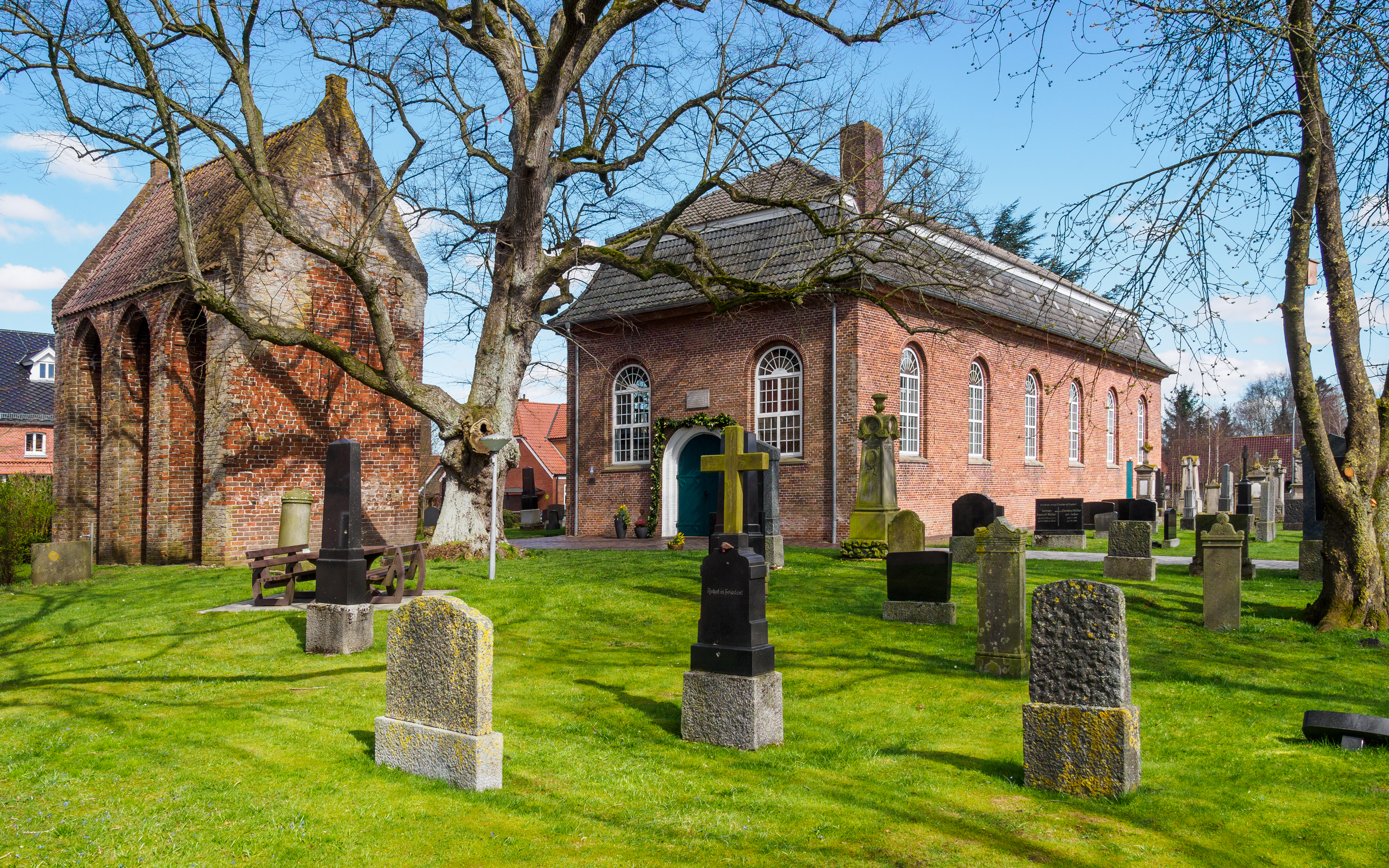
Friedhof, Glockenturm und Ev. Luth. Kirche in Detern

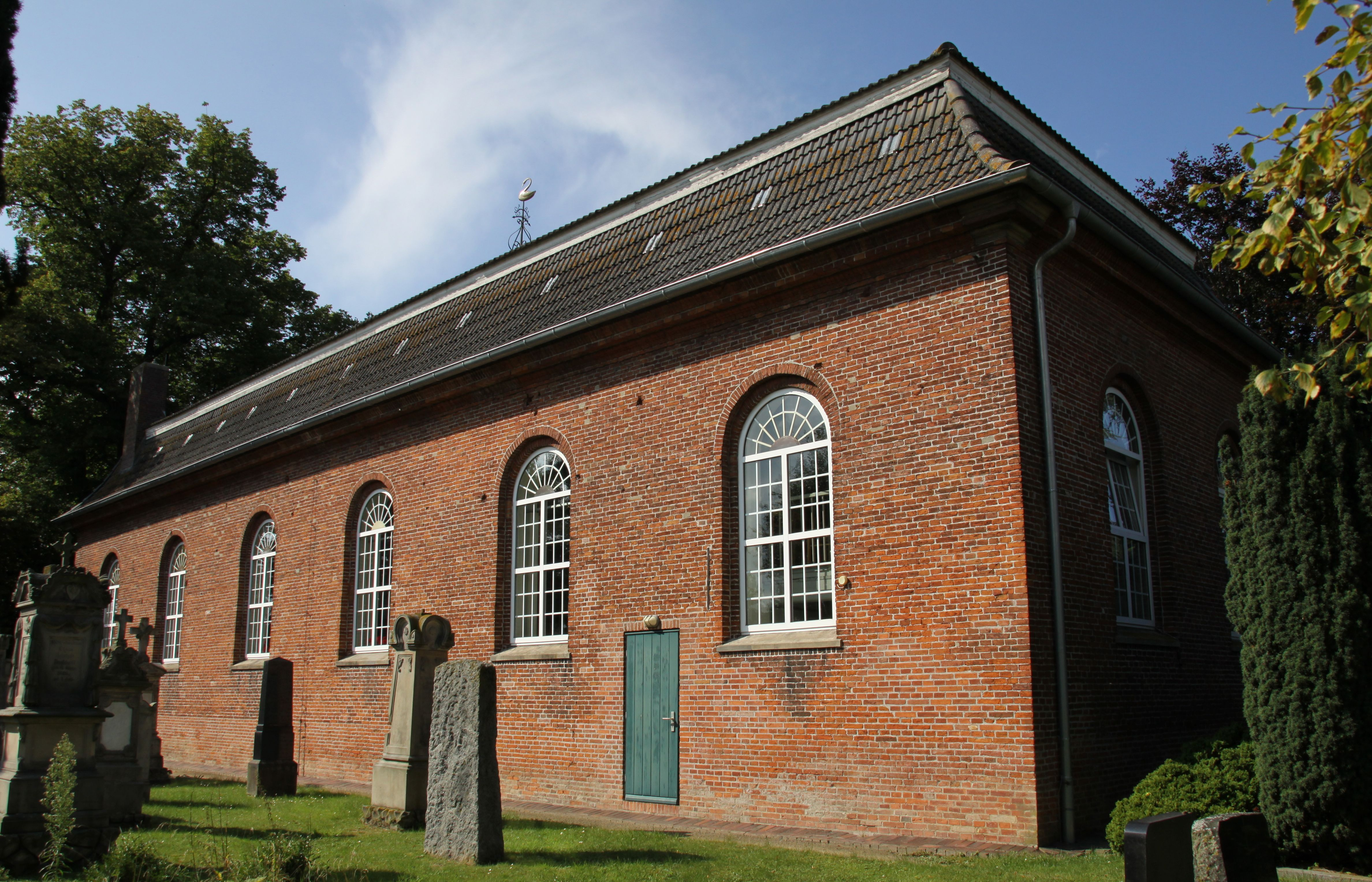
St.-Stephani-und-Bartholomäi-Kirche.

Die evangelisch-lutherische St.-Stephani-und-Bartholomäi-Kirche steht in Detern, einer der drei Mitgliedsgemeinden der ostfriesischen Samtgemeinde Jümme. Sie ist die einzige Kirche in ihrem Gebiet.

## Geschichte
Die Kirche hatte mindestens zwei, möglicherweise sogar drei Vorgängerbauten. Wann genau ein erstes Gotteshaus errichtet wurde, ist unbekannt. Es stand vermutlich hinter dem heutigen Pastor-Behrens-Haus, dem Gemeindehaus der Deterner Kirchengemeinde. Eine nachweislich zweite Kirche wurde wahrscheinlich um die Mitte des 11. Jahrhunderts etwa 150 Meter südöstlich von der heutigen Kirche errichtet.
Bei Auseinandersetzungen der ostfriesischen Häuptlinge geriet Widzeld tom Brok im Jahre 1399 bei Detern in einen Hinterhalt und floh mit seinen Mannen in die dortige Kirche. Seine Feinde unter Führung des Erzbischofs von Bremen, der Bischöfe von Münster und Minden und des Grafen von Oldenburg zündeten das Gotteshaus an und Widzeld erstickte und verbrannte mit seinen Leuten in der Kirche. Diese wurde dabei völlig zerstört und konnte infolge Geldmangels erst mehr als ein halbes Jahrhundert später 1454 an der heutigen Stelle wieder aufgebaut werden.
Als diese mittelalterliche Kirche baufällig geworden war, wurde sie nach 1800 abgetragen und im Jahre 1806 durch den bis heute erhaltenen Bau aus Backstein ersetzt. Anschließend wurde die Kirche mehrfach umgestaltet.

## Baubeschreibung

### Kirche
Die St.-Stephani-und-Bartholomäi-Kirche ist ein klassizistischer Saalbau aus Backstein. Er wird durch große Rundbogenfenster gegliedert und ist das einzige Gotteshaus in Ostfriesland, das mit einem Mansarddach abgeschlossen ist. Die Kirche kann während der Sommerzeit täglich von 10 bis 18 Uhr besichtigt werden.

### Glockenturm neben der Kirche
Das älteste heute noch erhaltene Gebäude ist das Glockenhaus im Parallelmauertyp aus der Mitte des 15. Jahrhunderts. Es ist bedeutend älter als die daneben stehende Kirche. Drei Glocken sind hier aufgehängt: Eine romanische Glocke aus der Zeit um 1300 mit dem Schlagton h′, eine Bet- und Marienglocke von Bartolt Klinghe aus dem Jahr 1482 (daher die Jahreszahl 1482 am Glockenhaus) mit dem tiefsten Schlagton cis′ und seit 1958 eine dritte Glocke mit der Aufschrift: „Den Toten zweier Weltkriege zum Gedenken“ und dem Schlagton gis′ der Glockengießerei Otto, Bremen-Hemelingen. Die dritte Glocke läutet täglich um 8, um 12 und um 18 Uhr und ruft zum Gebet.
Vier Kilometer von der Kirche entfernt in Deternerlehe steht ein weiterer Glockenturm. Er wurde 1910 von den Bewohnern des Ortes am 1901 angelegten Friedhof als Friedhofspforte in Ziegelbauweise errichtet und ist ein Baudenkmal. Er ist mit zwei Glocken in den Schlagtönen c″ und d″ ausgestattet.

## Ausstattung

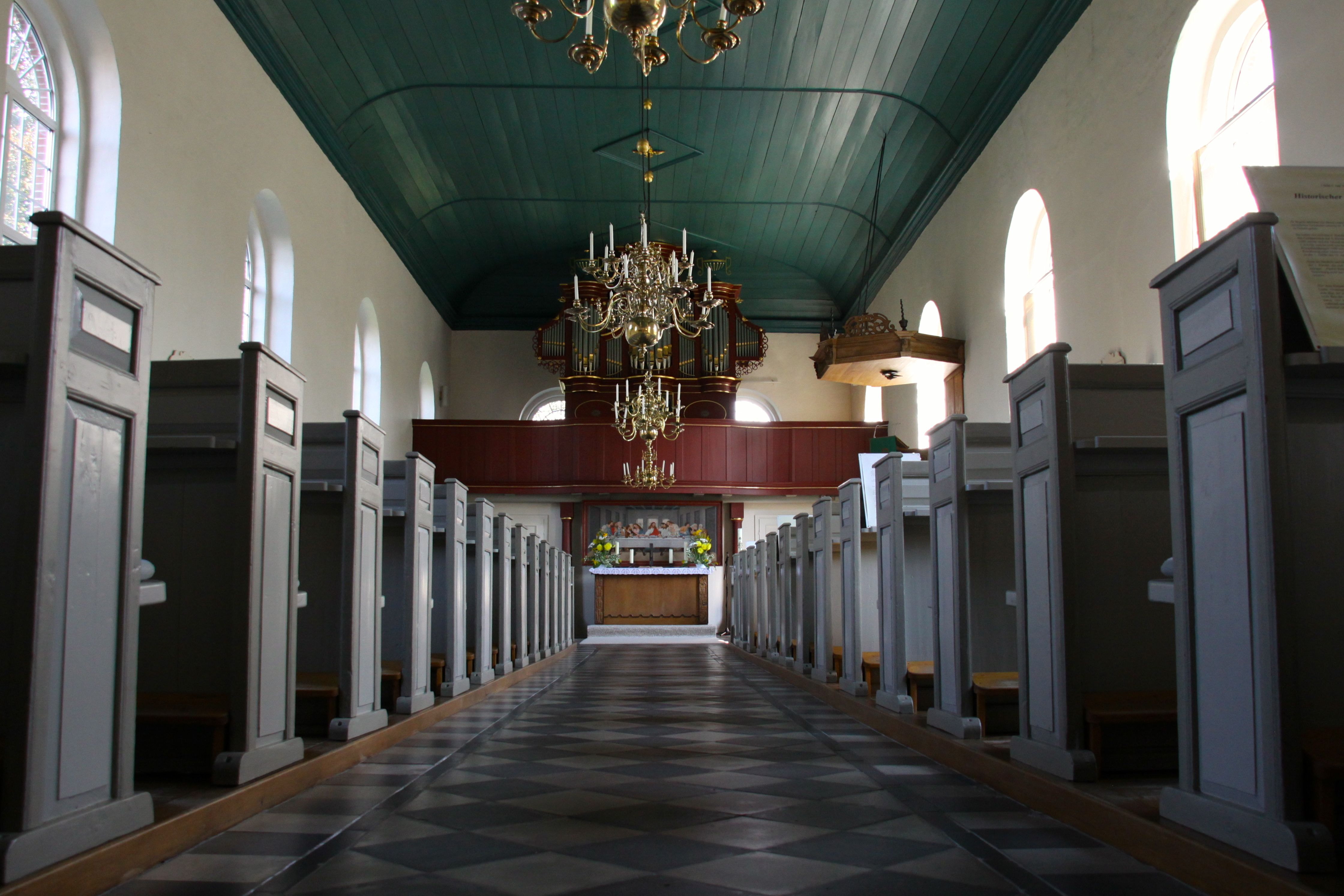
Blick in das Kirchenschiff

Der Innenraum ist nach oben mit einer Voutendecke abgeschlossen. Von den vier Kronleuchtern stammt der älteste aus dem Jahre 1692. Ein Leuchter ist mit einem Schwan verziert, der auch auf dem Dach der Deterner Kirche zu sehen ist. Er entspringt einer lutherischen Tradition an der Küste. Sie geht zurück auf die Legende um den tschechischen Reformator Johannes Hus (Hus bedeutet tschechisch Gans). Er wurde 1415 auf dem Konzil zu Konstanz zum Tode verurteilt. Vor seiner Verbrennung als Ketzer soll er geäußert haben: „Heute bratet ihr eine Gans, aber aus der Asche wird ein Schwan entstehen“. Später brachte man dies mit Luther in Zusammenhang und machte deshalb den Schwan zu dessen Symbol; deshalb haben lutherische Kirchen in Ostfriesland oftmals einen Schwan auf dem Dach.
Die Kanzel wurde im Jahre 1692 gefertigt und wurde aus der Vorgänger-Kirche übernommen. Die Schnitzereien stellen die vier Evangelisten mit ihren Symbolen dar.
Der frühgotische Taufstein oder Weihwasserbecken ist ein Werk des 14. Jahrhunderts, während der Taufschalenständer auf das frühe 18. Jahrhundert zurückgeht. Er besticht durch seine ungewöhnliche Form aus drei mit reichem Akanthus geschmückten Voluten, von denen zwei mit wappenhaltenden Putten verziert sind. In Detern ist das Taufverzeichnis der Gemeinde bis zurück zum Jahr 1644 lückenlos erhalten.
Das Bild über dem Altar wurde 1835 von dem Maler D. A. Bengen aus Hannover nach dem Vorbild der Abendmahlszene von Leonardo da Vinci gemalt und gestiftet.

### Orgel

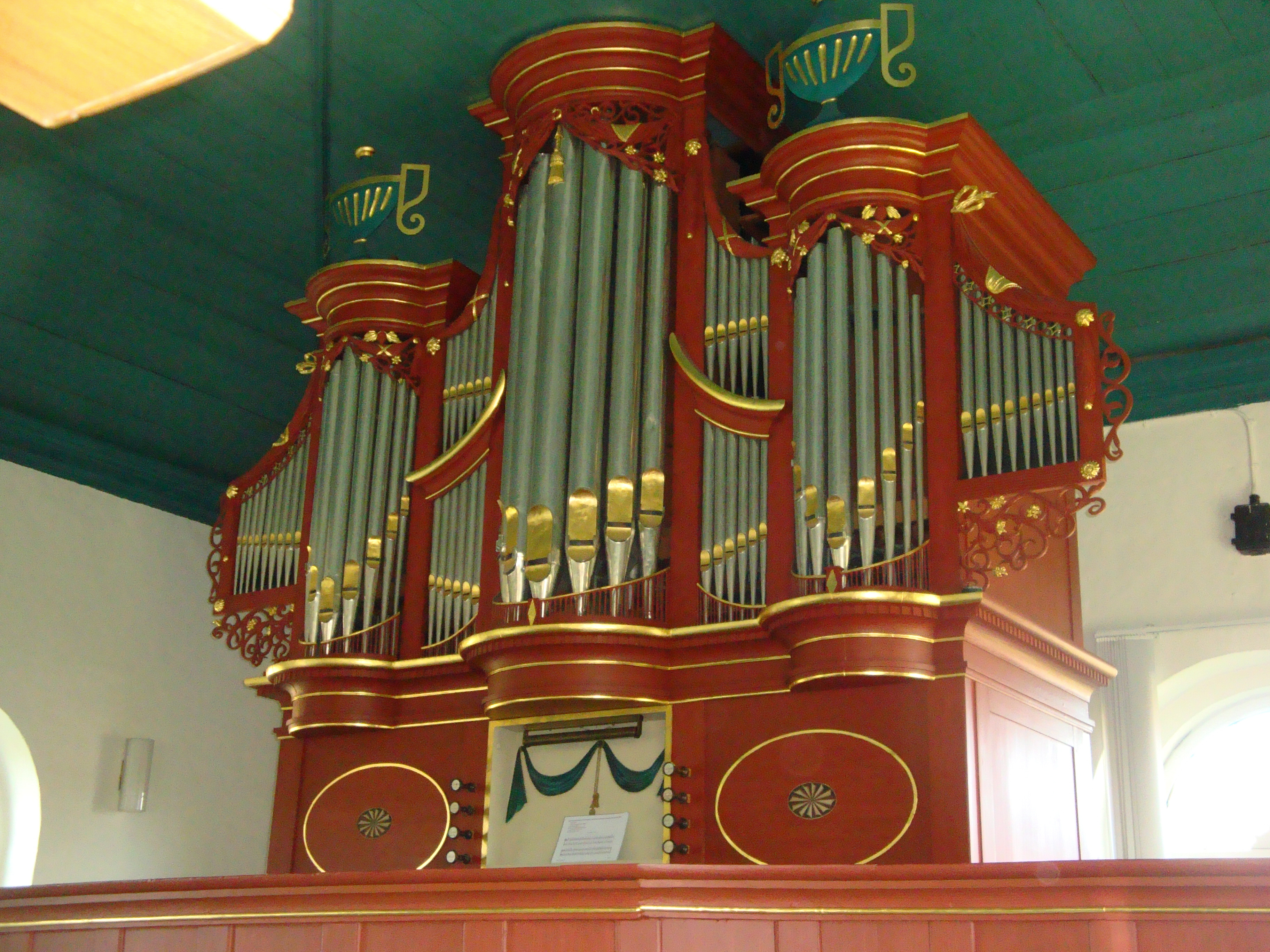
Orgel

Die Orgel ist eine der größten einmanualigen Orgeln in Ostfriesland und weist zwölf Register auf. Das Pedal ist angehängt. Das Instrument ist zum größten Teil im Originalzustand erhalten. Es wurde 1819 von Wilhelm Eilert Schmid aus Leer auf der Empore im Osten der Kirche erbaut. Der Prospekt wird durch drei Türme gegliedert, deren größter in der Mitte steht. 1910 wurde das Instrument von Johann Martin Schmid aus Oldenburg verändert. Die Manualklaviatur wurde bei einer Restaurierung im Jahre 1951 durch die Werkstatt Emil Hammer Orgelbau aus Arnum bei Hannover erneuert. In den 1960er-Jahren wurde der Kircheninnenraum neu gestaltet. Dabei wurde die Orgelempore um etwa anderthalb Meter verkürzt und dabei die alte Keilbalganlage durch einen neuen, im Unterteil des Orgelgehäuses unterzubringenden Magazinbalg ersetzt. Im Jahre 1981 wurde das Instrument von der Orgelbauwerkstatt Führer aus Wilhelmshaven restauriert. Weitere Reparaturen und Nachbesserungen erfolgten 1986 und 2002 durch Martin ter Haseborg aus Uplengen.
| I Manual C–f3 |                |     |   |
| 1.            | Principal      | 8′  | S |
| 2.            | Bordun         | 16′ | F |
| 3.            | Viola di Gamba | 8′  | S |
| 4.            | Flöte trafersa | 8′  | S |
| 5.            | Octave         | 4′  | S |
| 6.            | Rohrflöte      | 4′  | S |

| (Fortsetzung) |             |             |     |
| 7.            | Quinte      | 3′          | S   |
| 8.            | Blockflöte  | 2′          | S   |
| 9.            | Piffaro     | 2′          | F   |
| 10.           | Mixtur III  |             | S,F |
| 11.           | Trompet B/D | 8′          | H   |
| 12.           | Vox humana  | 8′ (vakant) |     |

| Pedal C–c1 |
| angehängt  |

Anmerkungen
S = Register von Wilhelm Eilert Schmid (1818/19)
F = Alfred Führer (1981)
H = Martin ter Haseborg (2002)

## Kirchengemeinde
Die St. Stephani-und-Bartholomäi-Kirchengemeinde Detern gehört zur evangelisch-lutherischen Landeskirche Hannovers (Kirchenkreis Rhauderfehn, Sprengel Ostfriesland-Ems). Sie umfasst die Ortsteile Detern, Velde, Stickhausen, Deternerlehe, Barge und Scharrel mit etwa 1800 Gemeindegliedern. Die Kirchengemeinde ist geprägt durch die ostfriesische Erweckung (Remmer Janssen, Pastor in Strackholt von 1877 bis 1921 und Hans Bruns, Pastor in Hollen von 1924 bis 1935). Sie wird mitgeprägt durch den Deutschen Jugendverband „Entschieden für Christus“ (EC) und die Evangelische Gemeinschaft vor Ort. Die Kirchengemeinde hat sich durch die Zuwanderung von Flüchtlingen ab 1945 und durch russlanddeutscher Familien ab 1991 vergrößert und gewandelt. Von den Bewohnern der Ortsteile sind derzeit 72 Prozent evangelisch und 7 Prozent römisch-katholisch (Stand: April 2010). Zur Kirchengemeinde gehören lutherische und reformierte Christen.
Die Kirchengemeinde hat Partnerschaften mit der Kirchengemeinde Hohendorf, einem Ortsteil der Stadt Groitzsch im Landkreis Leipzig in Sachsen und – über den Kirchenkreis – mit der Indischen Evangelisch-Lutherischen Kirche vom Guten Hirten (GSELC) in Südindien / Andhra Pradesh. Mit der lutherischen Nachbargemeinde Hollen, der baptistischen Nachbargemeinde Augustfehn und der Evangelischen Gemeinschaft Detern ist sie im Rahmen der Evangelischen Allianz verbunden.
Zur Kirchengemeinde gehören folgende Gebäude: die Kirche, das Gemeindehaus („Pastor-Behrens-Haus“), das Pfarrhaus (an der Kirchstraße in Detern), drei Friedhöfe sowie der Glockenturm in Deternerlehe.

## Bekannte Pastoren
Der wohl bekannteste Pastor war Johann Gerhard Behrens (Pastor in Detern 1936–1957), der wegen seiner biblischen und judenfreundlichen Gesinnung von den Nationalsozialisten aus Stade vertrieben wurde und dann nach Detern kam. Er wurde 1933 als einziger Pastor in die „Astronomische Gesellschaft“ aufgenommen. Noch bis 1972 schickte ihm die NASA regelmäßig Mitteilungen mit der Bitte um mathematische Überprüfung. 1980 wurde der Asteroid (1651) Behrens nach ihm benannt. Er ist als einziger Pastor von Detern bei der Kirche beerdigt worden.
In Detern wirkte zudem Ludwig Ihmels. Er wurde 1885 Pastor der Kirchengemeinde und blieb neun Jahre, ehe er 1894 zum Studiendirektor des Predigerseminars Kloster Loccum berufen wurde. Von 1902 bis 1922 war er Inhaber des Dogmatiklehrstuhls an der Universität Leipzig und von 1922 bis zu seinem Tod im Jahre 1933 der erste Landesbischof von Sachsen.